# Jugoslawische Eishockeyliga 1973/74
Die Saison 1973/74 war die 32. Spielzeit der jugoslawischen Eishockeyliga, der höchsten jugoslawischen Eishockeyspielklasse. Meister wurde zum insgesamt siebten Mal in der Vereinsgeschichte der HK Olimpija Ljubljana.

## Endplatzierungen
1. HK Olimpija Ljubljana
2. HK Jesenice
3. KHL Medveščak Zagreb
4. HK Slavija
5. HK Partizan Belgrad
6. HK Roter Stern Belgrad
7. HK Celje
8. HK Spartak Subotica
9. HK Kranjska Gora
10. HK Tivoli
11. HK Triglav Kranj
12. HK Mladost Zagreb
13. HK INA Sisak
14. HK Gorenje Velenje